# Mézières-au-Perche
Mézières-au-Perche ist eine Ortschaft und eine ehemalige französische Gemeinde mit zuletzt 134 Einwohnern (Stand: 2015) im Département Eure-et-Loir in der Region Centre-Val de Loire. Sie gehörte zum Kanton Brou (bis 2015: Kanton Châteaudun) und zum Arrondissement Châteaudun.
Mit Wirkung vom 1. Januar 2018 wurden die früheren Gemeinden Bullou, Dangeau und Mézières-au-Perche zur namensgleichen Commune nouvelle Dangeau zusammengeschlossen. In der neuen Gemeinde wurde ihnen der Status einer Commune déléguée jedoch nicht zuerkannt. Der Verwaltungssitz befindet sich im Ort Dangeau.

## Lage
Mézières-au-Perche liegt 28 Kilometer südsüdwestlich von Chartres.

## Bevölkerungsentwicklung
| Jahr                      | 1962 | 1968 | 1975 | 1982 | 1990 | 1999 | 2006 | 2013 |
| Einwohner                 | 166  | 155  | 149  | 140  | 140  | 136  | 129  | 133  |
| Quelle: Cassini und INSEE |      |      |      |      |      |      |      |      |

## Sehenswürdigkeiten

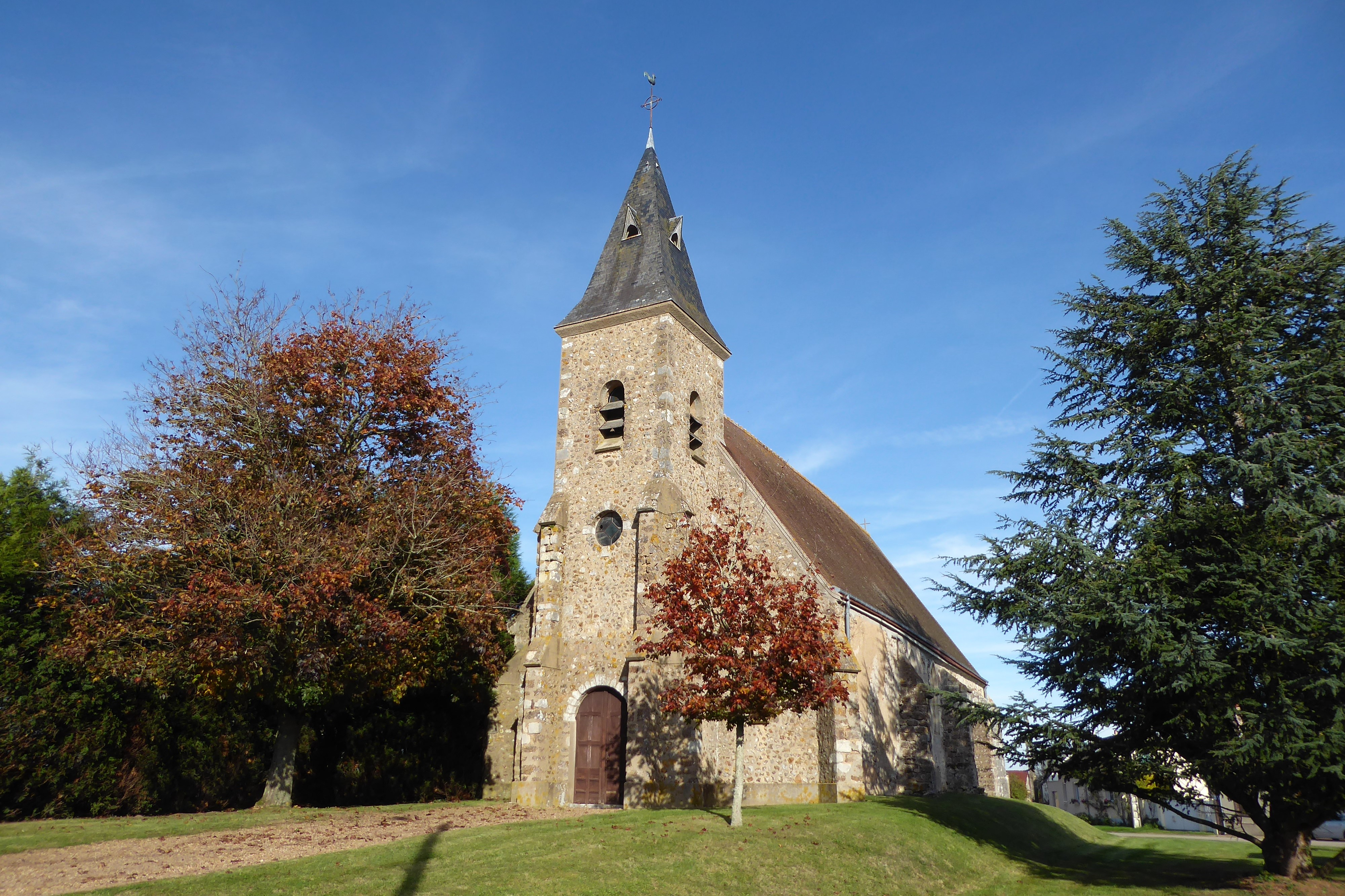
Kirche Notre-Dame

- Kirche Notre-Dame